# Lionel Dubray
Pour les articles homonymes, voir Dubray.
Lionel Henri Gontran Dubray, né le 31 décembre 1923 à Joinville-le-Pont et fusillé le 22 juillet 1944 à Colpo, est un résistant français.

## Biographie
Lionel Dubray est né le 31 décembre 1923 à Joinville-le-Pont, dans le département de la Seine.
À 19 ans, il s'enrôle en décembre 1942, dans le groupe Alsace Lorraine des Francs-Tireurs et Partisans (FTP). Il réside alors à Athis-Mons, à cette époque en Seine-et-Oise (aujourd’hui dans l’Essonne). Il participe à l'attaque en octobre 1943 d'une compagnie allemande à l’occasion d’un défilé en plein Paris occupé, ainsi que d'un car de la Waffen-SS Porte d'Italie, toujours dans la capitale. Il incendie également du matériel et des locaux allemands.
Identifié par la Gestapo, Lionel Dubray dut chercher refuge en Bretagne où il rejoint le maquis du 1er bataillon des Forces françaises de l'intérieur (FFI) dans le Morbihan. Il est nommé chef de section.
Après avoir longuement combattu à la tête d’une section de maquisards, il est fait prisonnier le 14 juillet 1944, au cours de l'attaque par 300 allemands du camp de Kervernen en Pluméliau (Morbihan) où sont retranchés 90 maquisards. Il est torturé durant huit jours puis fusillé le 22 juillet 1944 dans le Bois de Botsegalo, sur la commune de Colpo (Morbihan). Trente-trois résistants trouvèrent la mort lors des combats.

## Décoration
- Médaille de la Résistance française par décret du 31 mars 1947[5]

## Hommages
Une rue porte le nom de Lionel Dubray à Athis-Mons. Il est également mentionné sur le monument aux morts situé dans le cimetière communal.
Le monument commémoratif « aux patriotes morts pour la France à Botsegalo, 1944 » dressé dans le Bois de Botsegalo, sur la commune de Colpo, comporte 33 noms, dont celui de Lionel Dubray.
Une plaque à son nom est apposée sur l’ancienne maison de ses parents, 12, avenue Foch à Joinville-le-Pont, dans le quartier de Polangis. Elle porte la mention suivante : « Dans cette maison est né le 31 décembre 1923 Lionel Dubray, héros de la Résistance fusillé par les Allemands le 22 juillet 1944. »
La mémoire de Lionel Dubray a été honorée par un timbre-poste de 20 centimes de franc, émis le 24 avril 1961 à 3,3 millions d’exemplaires. Il faisait partie de la cinquième série des Héros de la Résistance. Au total, la série a comporté 23 timbres. Le timbre représentant Lionel Dubray est dû au dessinateur André Spitz et au graveur René Cottet.